# Adonal Foyle
Adonal David Foyle (Canouan, 9 marzo 1975) è un ex cestista sanvincentino naturalizzato statunitense, professionista nella NBA.

## Carriera
È stato selezionato dai Golden State Warriors al primo giro del Draft NBA 1997 (8ª scelta assoluta).

## Statistiche

### College
| Anno      | Squadra         | PG | PT | MP   | TC%  | 3P%  | TL%  | RP   | AP  | PRP | SP  | PP   |
| --------- | --------------- | -- | -- | ---- | ---- | ---- | ---- | ---- | --- | --- | --- | ---- |
| 1994-1995 | Colgate Raiders | 30 | 30 | 35,4 | 55,9 | -    | 50,0 | 12,4 | 1,2 | 0,7 | 4,9 | 17,0 |
| 1995-1996 | Colgate Raiders | 29 | -  | 36,6 | 51,7 | 0,0  | 48,9 | 12,6 | 1,5 | 0,7 | 5,7 | 20,2 |
| 1996-1997 | Colgate Raiders | 28 | -  | 37,7 | 56,5 | 14,3 | 48,7 | 13,1 | 1,9 | 0,7 | 6,4 | 24,4 |
| Carriera  | Carriera        | 87 | 30 | 36,5 | 54,7 | 10,0 | 49,1 | 12,7 | 1,5 | 0,7 | 5,7 | 20,4 |

### NBA

#### Regular Season
| Anno      | Squadra           | PG  | PT  | MP   | TC%  | 3P% | TL%  | RP  | AP  | PRP | SP  | PP  |
| --------- | ----------------- | --- | --- | ---- | ---- | --- | ---- | --- | --- | --- | --- | --- |
| 1997-1998 | G.S. Warriors     | 55  | 1   | 11,9 | 40,6 | 0,0 | 43,5 | 3,3 | 0,3 | 0,2 | 0,9 | 3,0 |
| 1998-1999 | G.S. Warriors     | 44  | 0   | 14,0 | 43,0 | -   | 49,0 | 4,4 | 0,4 | 0,3 | 1,0 | 2,9 |
| 1999-2000 | G.S. Warriors     | 76  | 59  | 21,8 | 50,8 | -   | 37,8 | 5,6 | 0,6 | 0,3 | 1,8 | 5,5 |
| 2000-2001 | G.S. Warriors     | 58  | 37  | 25,1 | 41,6 | -   | 44,1 | 7,0 | 0,8 | 0,5 | 2,7 | 5,9 |
| 2001-2002 | G.S. Warriors     | 79  | 36  | 18,8 | 44,4 | -   | 39,8 | 4,9 | 0,5 | 0,5 | 2,1 | 4,8 |
| 2002-2003 | G.S. Warriors     | 82  | 0   | 21,8 | 53,6 | 0,0 | 67,3 | 6,0 | 0,5 | 0,5 | 2,5 | 5,4 |
| 2003-2004 | G.S. Warriors     | 44  | 8   | 13,0 | 45,4 | -   | 54,3 | 3,8 | 0,4 | 0,1 | 1,0 | 3,1 |
| 2004-2005 | G.S. Warriors     | 78  | 50  | 21,8 | 50,2 | -   | 55,6 | 5,5 | 0,7 | 0,3 | 2,0 | 4,5 |
| 2005-2006 | G.S. Warriors     | 77  | 72  | 23,7 | 50,7 | -   | 61,2 | 5,5 | 0,4 | 0,6 | 1,6 | 4,5 |
| 2006-2007 | G.S. Warriors     | 48  | 6   | 9,9  | 56,5 | -   | 44,0 | 2,6 | 0,4 | 0,2 | 1,0 | 2,2 |
| 2007-2008 | Orlando Magic     | 82  | 0   | 9,4  | 45,8 | -   | 47,1 | 2,5 | 0,2 | 0,2 | 0,5 | 1,9 |
| 2008-2009 | Orlando Magic     | 9   | 0   | 6,6  | 63,6 | -   | 50,0 | 2,9 | 0,1 | 0,0 | 0,9 | 1,9 |
| 2008-2009 | Memphis Grizzlies | 1   | 0   | 3,0  | -    | -   | -    | 0,0 | 0,0 | 0,0 | 0,0 | 0,0 |
| Carriera  | Carriera          | 733 | 269 | 17,8 | 47,7 | 0,0 | 49,9 | 4,7 | 0,5 | 0,4 | 1,6 | 4,1 |

#### Playoffs
| Anno     | Squadra       | PG | PT | MP  | TC%  | 3P% | TL% | RP  | AP  | PRP | SP  | PP  |
| -------- | ------------- | -- | -- | --- | ---- | --- | --- | --- | --- | --- | --- | --- |
| 2007     | G.S. Warriors | 3  | 0  | 2,0 | 100  | -   | -   | 0,7 | 0,0 | 0,0 | 0,0 | 0,7 |
| 2008     | Orlando Magic | 3  | 0  | 3,7 | 33,3 | -   | -   | 1,0 | 0,0 | 0,0 | 0,0 | 0,7 |
| 2009     | Orlando Magic | 2  | 0  | 2,0 | 0,0  | -   | -   | 0,5 | 0,0 | 0,0 | 0,0 | 0,0 |
| Carriera | Carriera      | 8  | 0  | 2,6 | 40,0 | -   | -   | 0,8 | 0,0 | 0,0 | 0,0 | 0,5 |

## Palmarès
- McDonald's All-American Game (1994)
- NCAA AP All-America Third Team (1997)